# Kỷ Đệ Tứ
Kỷ Đệ Tứ (trước đây gọi là Phân đại Đệ Tứ; tiếng Anh: Quaternary) là kỷ hiện tại và là kỷ gần đây nhất thuộc Đại Tân Sinh trong phân loại niên đại địa chất của Ủy ban Địa tầng Quốc tế (ICS). Theo truyền thống, nó bắt đầu sau khi kết thúc thế Pliocen vào khoảng 1,806 Ma (Mega annum, triệu năm) trước đây. Tuy nhiên, trong phiên bản 2009 về niên đại địa chất thì ICS đã chấp nhận điều chỉnh lại ranh giới bắt đầu của phân đại/kỷ này. Hiện tại (vào năm 2009), nó bắt đầu vào khoảng 2,588±0,005 Ma, khi bắt đầu tầng Gelasia. Phân đại (kỷ) này bao gồm 2 thế—là thế Pleistocen và thế Holocen.
Trong sửa đổi gần đây của phân loại quốc tế do Ủy ban quốc tế về địa tầng học thực hiện về các thời kỳ địa chất thì kỷ Đệ Tứ đã được gộp vào trong kỷ Neogen. Sự chuyển dịch này đã vấp phải sự phản đối từ một số nhà địa chất. ICS đã đề nghị rằng kỷ Đệ Tứ nên được coi là một phân đại gọi là phân đại Đệ Tứ và nó là một phần của kỷ Neogen, với sự bắt đầu của nó vào khoảng 2,588 Ma, trùng với khi bắt đầu tầng Gelasia. Tuy nhiên, Liên hiệp Quốc tế về Nghiên cứu Đệ Tứ (INQUA) lại đưa ra đề nghị ngược lại cho rằng kỷ Neogen và thế Pliocen kết thúc tại thời điểm khoảng 2,588 Ma, tầng Gelasia cần được chuyển sang thế Pleistocen và kỷ Đệ Tứ cần được công nhận là kỷ thứ ba của đại Tân Sinh bằng việc viện dẫn các thay đổi cơ bản trong khí hậu, đại dương và vùng sinh vật của Trái Đất đã diễn ra vào thời điểm 2,588 Ma và sự tương ứng của nó với ranh giới địa từ học Gauss-Matuyama.

## Tổng quan
Thuật ngữ Đệ Tứ ("Quaternary") do Jules Desnoyers đề nghị năm 1829 để chỉ các trầm tích tại lòng chảo sông Seine thuộc Pháp mà chúng dường như là trẻ hơn một cách rõ ràng so với các loại đá thuộc kỷ Đệ Tam ("Tertiary"). Kỷ Đệ Tứ nối tiếp sau kỷ Đệ Tam và kéo dài tới ngày nay. Kỷ Đệ Tứ gần như trùng khít với khoảng thời gian của các băng hà gần đây, bao gồm lần rút lui sông băng cuối cùng. Sử dụng kiểu khác của thuật ngữ này đôi khi đặt sự bắt đầu của kỷ này vào thời điểm tấn công của sự đóng băng Bắc cực vào khoảng 3 triệu năm trước và như thế nó bao gồm cả một phần khoảng thời gian của thời kỳ Thượng Pliocen. Một số người không công nhận thuật ngữ kỷ Đệ Tứ và cho rằng nó là thuật ngữ không chính thức để chỉ kỷ Neogen, như có thể thấy từ ấn bản năm 2003 của biểu đồ địa tầng quốc tế, do ICS ấn hành.
Thời gian 1,8-1,6 triệu năm của kỷ Đệ Tứ đại diện cho thời kỳ mà các dạng sinh vật có thể công nhận được là giống như người đã tồn tại. Trong khoảng thời gian ngắn này, tổng khoảng cách của các sự kiện trôi dạt lục địa nhỏ hơn 100 km và nó không có ý nghĩa đối với cổ sinh vật học. Tuy nhiên, các hồ sơ địa chất được bảo tồn là lớn hơn rất nhiều so với các thời kỳ trước đó và có quan hệ gần gũi nhất với các bản đồ ngày nay, đang bộc lộ trong nửa sau thế kỷ XX các hệ thống của chính nó về các thay đổi địa mạo khác thường. Các thay đổi địa lý chính trong thời kỳ này bao gồm sự nổi lên của eo biển Bosphorus và Skagerrak trong các thời kỳ băng hà, điều đó đã tương ứng biến các biển như Hắc Hải và biển Baltic trở nên nhạt hơn, tiếp ngay sau sự ngập lụt của chúng do mực nước biển dâng cao; hay sự lấp đầy có chu kỳ của eo biển Manche, tạo thành một cầu đất nối liền quần đảo Anh với châu Âu lục địa; sự đóng lại theo chu kỳ của eo biển Bering, tạo ra cầu đất nối liền châu Á và Bắc Mỹ; cũng như sự ngập lụt chớp nhoáng theo chu kỳ của khu vực Scablands thuộc tây bắc Hoa Kỳ bởi các sông băng. Đại Hồ và các hồ lớn khác của Canada và vịnh Hudson cũng chỉ là các kết quả của chu kỳ gần đây và nó là nhất thời. Tiếp theo sau mỗi thời kỳ băng hà của kỷ Đệ Tứ lại là một kiểu khác biệt của hồ và vịnh.
Khí hậu đã là một trong những yếu tố chịu ảnh hưởng của sự đóng băng theo chu kỳ với các sông băng trên các đại lục di chuyển đi xa từ địa cực xuống tới vĩ độ khoảng 40. Chỉ có một số ít các động vật chính yếu và mới đã tiến hóa, một lần nữa có lẽ là do thời kỳ ngắn (theo thuật ngữ địa chất) của kỷ này. Trong kỷ này cũng diễn ra sự tuyệt chủng chính của các động vật có vú lớn tại các khu vực phương Bắc vào cuối thế Pleistocen.
Nhiều dạng như các loài hổ răng kiếm, voi ma mút (chi Mammuthus họ Elephantidae), voi răng mấu (chi Mammut họ Mammutidae), thú răng trổ (chi Glyptodon họ Glyptodontidae) v.v đã bị tuyệt chủng trên toàn thế giới. Các loài khác, như ngựa, lạc đà và báo gêpa cũng đã tuyệt chủng tại Bắc Mỹ.

## Thời kỳ băng hà
Năm 1821, một kỹ sư người Thụy Sĩ là Ignaz Venetz đã cho công bố một bài báo trong đó ông đưa ra giả thuyết về sự hiện diện của các dấu vết của sự chảy qua của các sông băng tới một khoảng cách đáng kể từ dãy núi Alps. Ý tưởng này lúc đầu đã gây ra tranh luận từ phía một nhà khoa học Thụy Sĩ khác là Louis Agassiz, nhưng khi ông thực hiện việc phản biện điều này thì kết quả là ông lại xác nhận thuyết của người đồng nghiệp. Một năm sau, Agassiz đã đưa ra giả thuyết về thời kỳ băng hà lớn mà có các hiệu ứng chung lâu dài. Ý tưởng này đã giúp ông có được sự biết đến trên phạm vi quốc tế.
Trong thời gian này đã diễn ra một vài thời kỳ chuyển động tiến và lùi của các sông băng và nhiệt độ trong quá khứ của Trái Đất là rất khác so với ngày nay. Cụ thể, các chu kỳ Milankovitch của Milutin Milankovitch dựa trên giả thiết là các biến đổi của bức xạ Mặt Trời tới Trái Đất là yếu tố nền tảng kiểm soát khí hậu Trái Đất.
Trong thời gian này, các sông băng dày đã tiến và lui trên phần lớn khu vực Bắc Mỹ, châu Âu, một phần Nam Mỹ và châu Á cũng như toàn bộ châu Nam Cực. Đại Hồ hình thành và các loài thú to lớn thịnh vượng trong các khu vực không bị băng che phủ của Bắc Mỹ và đại lục Á-Âu. Các loài thú này bị tuyệt chủng khi thời kỳ băng hà kết thúc vào khoảng 10.000 năm trước. Người hiện đại đã tiến hóa vào khoảng 100.000 năm trước đây.